# Виборчий округ 11
Виборчий округ 11 — виборчий округ у Вінницькій області. В сучасному вигляді був утворений 28 квітня 2012 постановою ЦВК №82 (до цього моменту існувала інша система виборчих округів). Окружна виборча комісія цього округу розташовується в будинку Територіального відділення центру адміністративних послуг "Прозорий офіс" («Вишенька») за адресою м. Вінниця, просп. Космонавтів, 30.
До складу округу входять частина міста Вінниця та частина Вінницького району, які знаходяться на західному березі річки Південний Буг. Східний берег міста і району входить до 12-го округу. Виборчий округ 11 межує з округом 13 на півночі, з округом 14 на півдні і на заході та з округом 12 на сході, на південному заході і на заході. Виборчий округ №11 складається з виборчих дільниць під номерами 050130-050135, 050137, 050145, 050149, 050154-050156, 050161-050162, 050164-050167, 050185-050192, 051477-051547, 051575-051586, 051669, 051671-051673 та 051675.

## Народні депутати від округу
| Ім'я                               | Фото | Партія               | Скликання | Дата набуття повноважень | Дата припинення повноважень |
| ---------------------------------- | ---- | -------------------- | --------- | ------------------------ | --------------------------- |
| Домбровський Олександр Георгійович |      | самовисуванець       | 7-ме      | 12 грудня 2012           | 27 листопада 2014           |
| Домбровський Олександр Георгійович |      | Блок Петра Порошенка | 8-ме      | 27 листопада 2014        | 29 серпня 2019              |
| Пашковський Максим Ігорович        |      | Слуга народу         | 9-те      | 29 серпня 2019           |                             |

## Результати виборів

### Парламентські

#### 2019
Кандидати-мажоритарники:
- Пашковський Максим Ігорович (Слуга народу)
- Кудлаєнко Сергій Володимирович (самовисування)
- Гижко Андрій Петрович (Європейська Солідарність)
- Бевз Світлана Володимирівна (самовисування)
- Кістіон Володимир Євсевійович (самовисування)
- Ковальов Андрій Євгенійович (Сила і честь)
- Горлачов Ігор Ярославович (Опозиційна платформа — За життя)
- Давиденко Ганна Віталіївна (самовисування)
- Приходько Анастасія Костянтинівна (Батьківщина)
- Скрипченко Валерій Володимирович (Свобода)
- Шулікін Олег Миколайович (самовисування)
- Лепей Олена Володимирівна (Опозиційний блок)
- Хаджинов Максим Геннадійович (самовисування)

#### 2014
Кандидати-мажоритарники:
- Домбровський Олександр Георгійович (Блок Петра Порошенка)
- Солейко Наталія Петрівна (Батьківщина)
- Зєрщиков Олександр Володимирович (Самопоміч)
- Базелюк Володимир Васильович (самовисування)
- Максимчук Борис Анатолійович (самовисування)
- Петько Максим Григорович (Радикальна партія)
- Брига Ольга Геннадіївна (Опозиційний блок)
- Матищук Станіслав Вадимович (Комуністична партія України)
- Григоревська Людмила Миколаївна (самовисування)
- Паризький Ігор Володимирович (самовисування)
- Поплавський Олександр Анатолійович (самовисування)
- Собенко Надія Богданівна (самовисування)
- Мельник Олександр Володимирович (самовисування)
- Погребняк Валентина Іванівна (самовисування)
- Березовський В'ячеслав Миколайович (Конгрес українських націоналістів)
- Рябоконь Олексій Володимирович (Блок лівих сил України)
- Козлова Тетяна Анатоліївна (самовисування)
- Попович Михайло Миколайович (самовисування)

#### 2012
Кандидати-мажоритарники:
- Домбровський Олександр Георгійович (самовисування)
- Солейко Наталія Петрівна (Батьківщина)
- Станіславенко Людмила Анатоліївна (УДАР)
- Бевз Валерій Ананійович (Комуністична партія України)
- Добринська Наталія Володимирівна (Партія регіонів)
- Антемюк Віктор Дмитрович (самовисування)
- Добровольський Віталій Олександрович (самовисування)
- Березовський В'ячеслав Миколайович (Конгрес українських націоналістів)
- Кулініч Роман Олександрович (Україна — Вперед!)

## Явка
Явка виборців на окрузі: